# Крейг Гордън
Крейг Синклеър Гордън (на английски: Craig Sinclair Gordon) е шотландски професионален футболист, вратар. Висок е 193 см.

## Кариера
Гордън започва професионалната си кариера в Хартс през 2000 г. За тима от Единбург стражът изиграва 176 мача за първенство. Преминава в Съндърланд през 2007 г. за 7 млн. паунда. В договора му има клауза, според която при определен брой участия сумата може да нарасне до 10 млн. Към април 2010 г. Гордън има 67 мача с екипа на „черните котки“.
Един от най-лошите моменти в кариерата си вратарят преживява през декември 2007 г., когато той е на вратата при загубата от Евертън с 1:7.
Дебютира за Шотландия през 2004 г.